# Aoyama (Klan)

Wappen der Aoyama (Aoyama zeni)

Chrysantheme der Aoyama(Aoyama kiku)

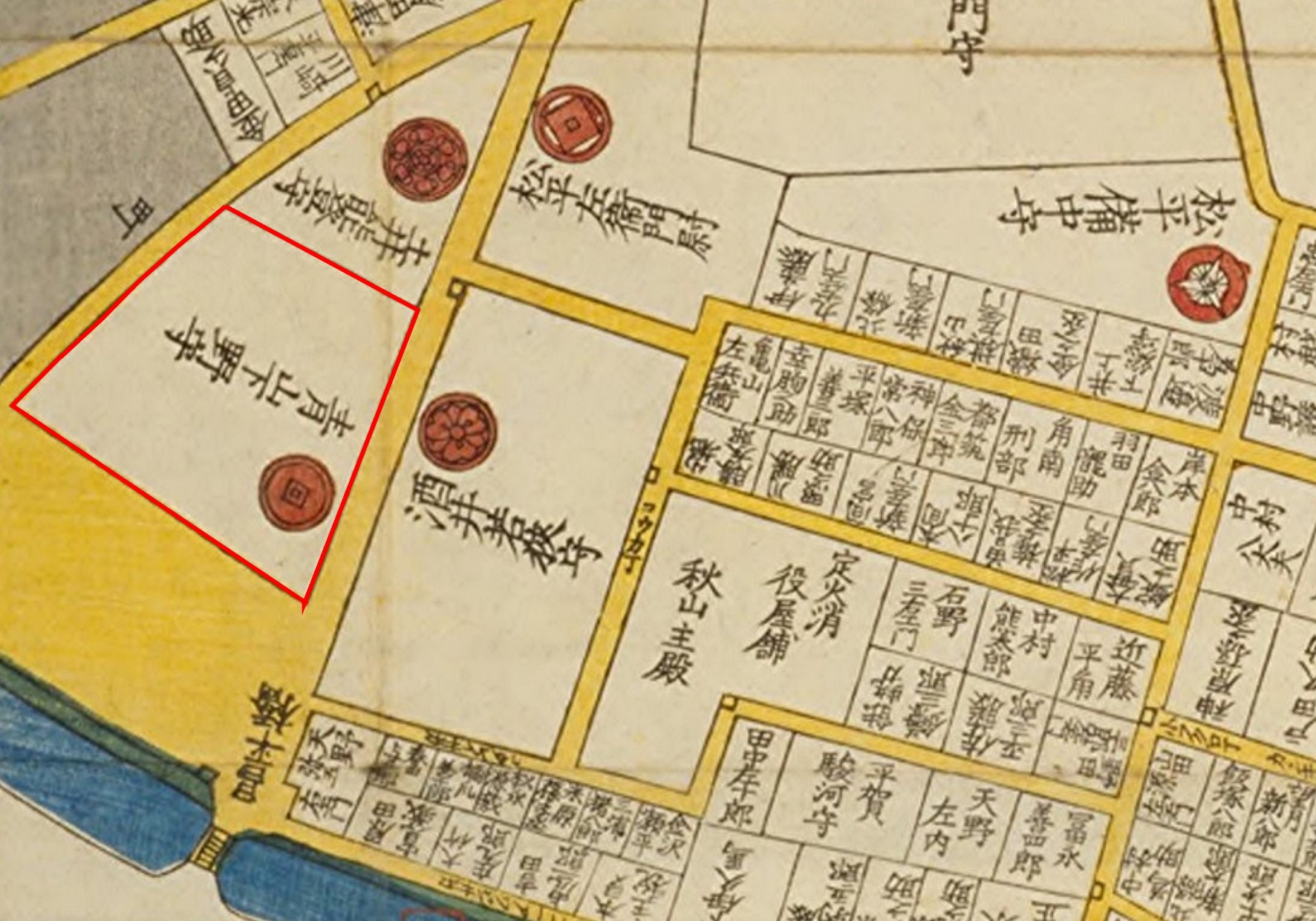
Aoyama-Residenz in Edo (Nähe Hijiribashi)

Die Aoyama (japanisch 青山氏, Aoyama-shi) waren eine Familie des japanischen Schwertadels (Buke) aus der Provinz Mikawa, die sich von Fujiwara no Ietada (1062–1136) ableitete. Mit einem Einkommen von 60.000 Koku gehörten die in Sasayama (Präfektur Hyōgo) residierenden Aoyama zu den größeren Fudai-Daimyō der Edo-Zeit. Ihre Nebenresidenz wird heute vom Friedhof Aoyama eingenommen.

## Genealogie

### Hauptzweig
- Tadanari (忠成; 1551–1613) residierte in Edo und war Stadt-Kommissar sowie Kommissar für die Kantō-Provinzen. 1601 wurde er zum Daimyō erhoben. Die Familie wurde 1619 auf die Burg Iwatsuki (Musashi) versetzt.
- Tadatoshi (忠俊; 1578–1648), Sohn Tadanaris und Nachfolger und „Hōki no kami“, wurde 1623 abgesetzt.
- Munetoshi (宗俊; 1604–1679), Sohn Tadatoshis, „Inaba no kami“, erhielt 1649 den Daimyō-Rang zurück und zog auf die Burg Komoro (Shinano).

Es folgen Versetzungen 1678 auf die Burgen Hamamatsu (Tōtōmi), 1702 Kameyama (Tamba) und schließlich 1748 Sasayama (Tamba) mit 60.000 Koku. Nach 1868 Vizegraf.

### Nebenzweig
- Yoshinari (幸成; 1586–1643), ein weiterer Sohn Tadanaris, ab 1615 Daimyō, begründete einen Zweig, der ab 1623 in Kakegawa (Tōtōmi), ab 1634 in Amagasaki (Settsu), ab 1711 in Iiyama (Shinano), ab 1717 in Miyazu (Tango) und schließlich ab 1758 in Gujō Hachimangū mit 50.000 Koku residierte. Nach 1868 Vizegraf.